# История Сианя
История Сианя

## Археология
Древние стоянки человека в окрестностях Сианя имеют возраст около 500 тыс. лет. В 1963 году в уезде Ланьтянь были сделаны ценные антропологические находки; была раскопана также неолитическая деревня в Баньпо (半坡), которую относят к 3000 до н. э. (культура Яншао).

## Чжоу
Город стал культурным и промышленным центром с момента основания династии Чжоу в XI веке до н. э.. Столицы царства Чжоу — Фэн (кит. трад. 灃, упр. 沣) и Хао (кит. трад. 鎬, упр. 镐) — находятся на незначительном удалении от современного Сианя к западу от города.

## Цинь
В 687 году до н. э. на территории современного района Яньта властями царства Цинь был создан уезд Дусянь (杜县) — первый уезд в истории Китая. Затем неподалёку были созданы и другие уезды, а когда царство Цинь завоевало все прочие царства и создало первую в истории Китая централизованную империю, эта административная система была распространена на всю страну. Столицей империи Цинь стал Сяньян, расположенный непосредственно к северо-западу от современного Сианя, а император Цинь Шихуанди построил себе гробницу и Терракотовую армию в местности, которая является пригородом современного Сианя.

## Хань
В 202 до н. э. Лю Бан, основавший империю Хань, заложил город Чанъань как новую столицу. Его первый Дворец Вечного Счастья (长乐宫/長樂宮) был построен за рекой из руин циньской столицы. Через два года он построил Дворец Вэйян (未央宫) к северу от современного города. Городская стена начала строиться в 194 до н. э., строительство завершилось через 4 года, длина стены составляла 25,7 км в длину и 12—16 м в толщину у основания. По толщине стен Чанъань уступала некоторым китайским городам доимперского периода. Так, глинобитные стены Сюэсянь царства Лу составляли от 10 до 14 м в ширину. Стену окружал ров шириной 8 м. Стена огораживала территорию 36 км² (в полтора раза больше имперского Рима). Во времена диктатуры Ван Мана написание «Чанъань» было изменено на 常安, но после основания династии Восточная Хань городу было возвращено прежнее название.
В 24 году город разрушен в результате восстания. В 190 году, перед окончательным распадом империи Хань, генерал Дун Чжо переместил свой двор из Лояна в Чанъань, чтобы избежать коалиции других генералов против него.

## Северная Чжоу
После падения империи Хань эти места административно вошли в состав округа Цзинчжао (京兆郡). При империи Северная Чжоу в 558 году Чанъань был административно поделён пополам: территория к востоку от оси, проходящей через его центр с севера на юг, стала уездом Ваньнянь (万年县), а территория к западу — уездом Чанъань (长安县).

## Суй
После нескольких смутных столетий, в 582 году страна снова объединилась в империю Суй. Император повелел отстроить новую столицу к юго-востоку от ханьской, которая получила название Дасин (кит. трад. 大興, упр. 大兴, буквально: «великий восторг»). Столица состояла из трёх районов — дворец Сиань, имперский город и город для основного населения; округ Цзинчжао был поднят в статусе до Цзинчжаоской управы (京兆府). Главная улица Чжуцюэ была шириной 155 м, весь город занимал площадь 84 км² (в шесть раз больше тогдашнего Рима), в то время это был самый большой город мира — в нём проживало порядка миллиона человек.

## Тан
После замены империи Суй на империю Тан город был снова переименован в Чанъань. В VII—IX вв. это был, по мнению многих исследователей, самый населённый мегаполис мира с населением, колебавшимся от 800 000 до 1 000 000 жителей (после падения империи Тан город уступил звание крупнейшего мегаполиса планеты Багдаду).
В VII веке в Чанъане обосновался буддийский монах Сюаньцзан, который организовал работы по переводу с санскрита многочисленной буддийской литературы. В 652 была построена Пагода Диких Гусей высотой 64 м. Она должна была служить хранилищем драгоценных буддийских рукописей, привезённых Сюаньцзаном из Индии. В 707 была построена Малая пагода диких гусей высотой 45 м (пагода пострадала во время землетрясения в 1556). В городе существовала община несторианских христиан, о которых нам известно из возведённой ими в 781 году стелы. С этой же общиной связывают и постройку существующей и поныне Пагоды Дацинь.

## Эпоха 5 династий и 10 царств
В 904 году, когда империя Тан пала, город подвергся сильным разрушениям. Столица была перенесена снова в Лоян, а город значительно уменьшился. При империи Поздняя Лян Цзинчжаоская управа была понижена в статусе до области Юнчжоу (雍州), подчинённой Дааньской управе (大安府). При империи Поздняя Тан Дааньская управа была переименована в Цзинчжаоскую управу. Когда Чжао Куанъинь вновь объединил страну и создал империю Сун, то у него было намерение вновь сделать Чанъань столицей страны, но впоследствии он передумал, а в этих местах был образован военный округ Юнсин (永兴军路). Когда эти места были завоёваны чжурчжэнями, то в составе империи Цзинь военный округ Юнсин был переименован в Цзинчжаоскую управу.

## Империи Юань, Мин и Цин
После монгольского завоевания город поначалу сохранил название Цзинчжаофу («Цзинчжаоская управа»). В 1272 году хан Хубилай дал своему третьему сыну Мангале титул «князя Аньси» (安西王), и эти земли вошли в его удел. В 1279 году Цзинчжаоская управа была переименована в регион Аньси (安西路). Затем титул «князь Аньси» был упразднён, а удел — ликвидирован; в 1312 году регион Аньси был переименован в регион Фэнъюань (奉元路).
Во время свержения власти монголов генерал Сюй Да в 1369 году захватил регион Фэнъюань. После основания китайской империи Мин регион Фэнъюань был переименован в Сианьскую управу (西安府). Город был снова обнесён стенами и обведён рвом, он стал одним из узлов создаваемой оборонительной системы Великой китайской стены. Периметр стен — 12 км, высота — 12 метров, толщина — от 15 до 18 метров у основания. Эти стены сохранились до сих пор в хорошем состоянии — простоявшие более 600 лет, они считаются наиболее хорошо сохранившимися крепостными укреплениями в мире.
В 1370 году основатель империи Мин Чжу Юаньчжан дал своему второму сыну Чжу Шуану титул «Циньского вана» (秦王). В связи с тем, что Сиань стал резиденцией Циньского вана, та часть города, где разместилась княжеская резиденция, получила название Ванчэн (王城, «город вана»), а потом Хуанчэн (皇城, «императорский город»). Старший сын Чжу Юаньчжана — Чжу Бяо — в 1391 году во время поездки на запад посетил Сиань и стал думать о том, чтобы перенести туда столицу страны, однако по возвращении домой заболел и скончался, и этот план остался нереализованным. В 1643 году Сиань был взят повстанческими войсками Ли Цзычэна; повстанцы вернули ему название «Чанъань».
При империи Цин Сиань был примерно таким же, как и при империи Мин, только в северо-восточной части города разместился маньчжурский гарнизон. Когда в 1900 году Пекин был захвачен войсками восьми держав, то вдовствующая императрица Цыси, взяв с собой формально правившего императора, бежала в Сиань, и оставалась здесь до 1901 года.

## Гоминьдан
Во время Синьхайской революции в 1911 году восставшие китайские войска уничтожили маньчжурский гарнизон, и город частично опустел. В 1921 году город избрал своей штаб-квартирой генерал Фэн Юйсян. В 1928 году гоминьдановское правительство Китайской республики выделило административный центр уезда Чанъань в отдельную административную единицу — город Сиань, однако в 1930 году он был расформирован, и эта территория вновь стала частью уезда Чанъань. В 1933 году Сиань был объявлен временной столицей Китайской республики, однако правительство туда переезжать не стало. В 1935 году Чан Кайши создал в Сиане «штаб по умиротворению», задачей которого была борьба с пришедшей в результате Великого похода на север провинции Шэньси китайской Красной армией. В 1936 году Чан Кайши лично прибыл в Сиань для руководства этой борьбой, и был арестован взбунтовавшимися генералами, потребовавшими заключения мира с коммунистами и создания с ними единого фронта для борьбы против японской агрессии. В 1943 году город Сиань был официально образован вновь в качестве отдельной административной единицы, став городом провинциального подчинения. В 1948 году гоминьдановские власти сделали Сиань городом центрального подчинения.

## КНР
В ходе гражданской войны Сиань в мае 1949 года перешёл в руки коммунистов. С 1950 года он был подчинён Северо-Западному военно-политическому комитету (西北军政委员会). В 1949—1954 годах территория города была расширена за счёт части земель уезда Чанъань. В январе 1953 года Северо-Западный военно-политический комитет был переименован в Северо-Западный административный совет (西北行政委员会). В марте 1953 года Сиань стал городом центрального подчинения, в июне 1954 года — городом провинциального подчинения.